# Marylebone (stanice metra v Londýně)
Marylebone je stanice londýnského metra, otevřená roku 1899. Nachází se na :
- Bakerloo Line (mezi stanicemi Edgware Road a Baker Street).

Tato stanice je také terminálem pro National Rail.
| Rok  | Počet cestujících |
| ---- | ----------------- |
| 2011 | 11,40 mil         |
| 2012 | 12,11 mil         |
| 2013 | 13,40 mil         |
| 2014 | 13,30 mil         |